# Broadlands (Virginie)
Broadlands est une census-designated place située dans le comté de Loudoun, dans l’État de Virginie, aux États-Unis. Lors du recensement de 2020, elle comptait 14 021 habitants.